# Notodontella nieuwenhuisi
Notodontella nieuwenhuisi är en fjärilsart som beskrevs av Walter Karl Johann Roepke 1943. Notodontella nieuwenhuisi ingår i släktet Notodontella och familjen tandspinnare. Inga underarter finns listade i Catalogue of Life.